# براندون وود
براندون وود (بالإنجليزية: Brandon Wood)‏ هو لاعب كرة قاعدة أمريكي، ولد في 2 مارس 1985 في أوستن في الولايات المتحدة.

## وصلات خارجية
- براندون وود على موقع دوري كرة القاعدة الرئيسي (الإنجليزية)
- براندون وود على موقعبيزبول رفرنس.كوم (الدوري الرئيسي) (الإنجليزية)
- براندون وود على موقعبيزبول رفرنس.كوم (الدوري الثانوي) (الإنجليزية)
- براندون وود على موقع إي إس بي إن.كوم (أم.أل.بي) (الإنجليزية)
- براندون وود على موقع مشجعي الرسوم البيانية (الإنجليزية)